# Сезай Темели
Сезай Темели (на турски: Sezai Temelli) е турски политик. От 11 февруари 2018 г. е съпредседател на Демократичната партия на народите, заедно с Первин Булдан. Преди това е бил народен представител, излъчен от втори избирателен район Истанбул, в периода от юни – ноември 2015 г.

## Ранни години и професионално развитие
Сезай Темели е роден на 15 юли 1963 г. в Истанбул и завършва Философския факултет на Истанбулски университет. По-късно завършва докторската си степен там и става преподавател по политология и обществена политика, специализиращ се в областта на финансите.

## Политическа кариера
Сезай Темели е сред основателите на Демократичната партия на народите. Преди да стане неин председател е заместник-председател на партията, отговарящ за икономическата политика. По време на обикновения конгрес на партията, състоял се на 11 февруари 2018 г. е избран за неин председател.